# Teișani
Teișani is een Roemeense gemeente in het district Prahova.
Teișani telt 3938 inwoners.